# Narcotráfico S. A.
Narcotráfico S. A. (Dope, Inc.) es un libro escrito en 1978 por el activista político estadounidense Lyndon LaRouche.

## Contenido
El libro habla sobre presunto narcotráfico en distintos países. En una parte, LaRouche relaciona al empresario venezolano Gustavo Cisneros (uno de Los Doce Apóstoles) con presunto lavado de dinero del narcotráfico. En 1985 las doscientas copias existentes en Venezuela fueron requisadas durante el gobierno de Jaime Lusinchi por la Dirección de los Servicios de Inteligencia y Prevención (DISIP), influenciada en ese entonces por Blanca Ibáñez.

## Reacciones
La CIA describió el libro como «una supuesta exposición de quién controla el narcotráfico en el mundo, curiosamente ignorando el papel de cada potencia comunista (excepto de la China Roja) en el tráfico de drogas. Esto no es sorprendente, ya que se cita a un comentarista soviético como fuente de algunas de las acusaciones hechas en el libro».